# Honkens trofé
Die Honkens trofé (deutsch: Honkens Trophäe) ist eine Eishockeytrophäe, welche jährlich an den besten Torhüter der Svenska Hockeyligan verliehen wird. Der Preis existiert seit 2002 und der Sieger wird vom Sweden Hockey Pool und Kamratföreningen Hockeyjournalisterna ausgewählt.
Die Trophäe ist benannt nach dem ehemaligen schwedischen Eishockeytorhüter Leif Holmqvist, dessen Spitznamen "Honken" ist.

## Preisträger
- 2025 – Arvid Holm, Rögle BK
- 2024 – Lars Johansson, Frölunda HC
- 2023 – Linus Söderström, Skellefteå AIK
- 2022 – Jhonas Enroth, Örebro HK
- 2021 – Viktor Fasth, Växjö Lakers
- 2019 – Adam Reideborn, Djurgårdens IF
- 2018 – Viktor Fasth,  Växjö Lakers
- 2017 – Oscar Alsenfelt, Malmö Redhawks
- 2016 – Markus Svensson, Skellefteå AIK
- 2015 – Joel Lassinantti, Luleå HF
- 2014 –  Linus Ullmark, MODO Hockey
- 2013 – Gustaf Wesslau, HV71
- 2012 – Viktor Fasth, AIK Ishockey
- 2011 – Viktor Fasth, AIK Ishockey
- 2010 – Jacob Markström, Brynäs IF
- 2009 – Johan Holmqvist, Frölunda HC
- 2008 – Daniel Larsson, Djurgårdens IF
- 2007 – Erik Ersberg, HV71
- 2006 – Johan Holmqvist, Brynäs IF
- 2005 – Henrik Lundqvist, Frölunda HC
- 2004 – Henrik Lundqvist, Västra Frölunda HC
- 2003 – Henrik Lundqvist, Västra Frölunda HC
- 2002 – Stefan Liv, HV71